# Jan-Axel Reuterskiöld
Fredrik Fabian Jan-Axel Reuterskiöld, född 18 september 1896 i Uppsala, död 22 december 1967 i Malmö, var en svensk kemist och läroverkslektor.
Reuterskiöld, som var son till professor Carl Axel Reuterskiöld och Gerda Odenius, avlade studentexamen i Uppsala 1914, blev filosofie kandidat 1920, filosofie magister 1926, filosofie licentiat 1930, filosofie doktor 1939 och docent i kemi 1939. Han var amanuens vid Uppsala universitets kemiska institution 1931–1941, gjorde provår i Uppsala 1939–1940, var vikarierande lektor vid Borås tekniska gymnasium 1942–1944, vid Norrköpings tekniska gymnasium 1944–1945 och lektor i kemi och kemiska laborationer vid Malmö tekniska läroverk från 1945. Han skrev bland annat Studien über 1-2-Disulfid-dikarbonsäuren, die entsprechenden Di-sulfone und deren Spaltungsprodukte (gradualavhandling, 1939).